# Iglesia de San Giorgio Maggiore (Udine)
La iglesia de San Giorgio Maggiore es un lugar de culto católico en Udine, ubicado en via Grazzano.

## Historia
Durante el [SXIV fue construida una pequeña iglesia dedicada a San Giorgio en el cruce con via Cisis, por iniciativa de la Cofradía de los Boni homines de Borgo Grazzano. En 1595 se incorporó a parroquia. Tras el aumento de población, el 26 de julio de 1760 se inició la construcción de la nueva iglesia, que fue abierta al culto en 1780 y finalizada en 1831.

## Descripción

### Interno

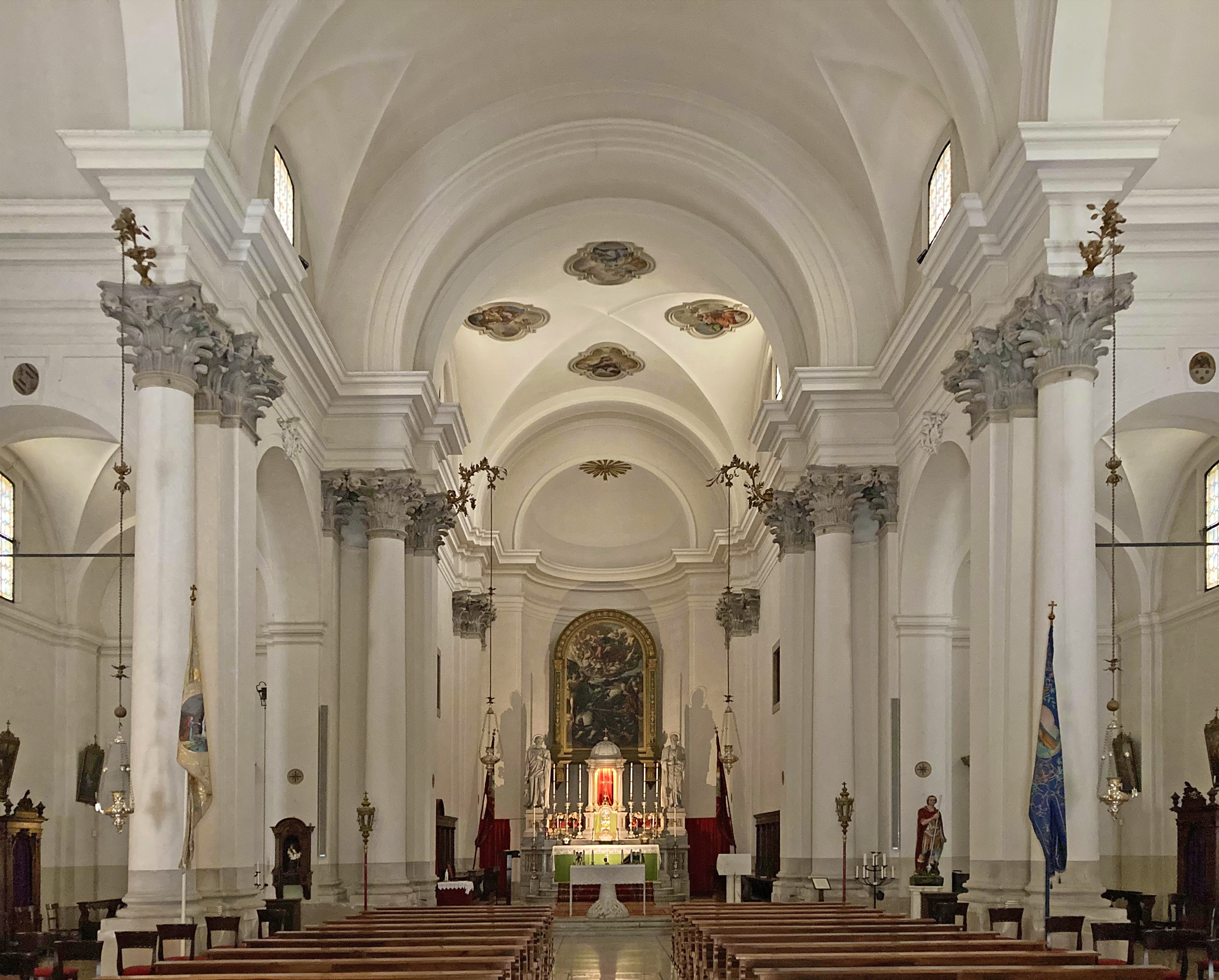

En el interior se encuentra el retablo de Sebastiano Florigerio, obra de 1529, que representa a la Virgen y el Niño con los santos Jorge y Juan Bautista.
En el crucero del presbiterio están los Cuatro Evangelistas, obra de Leonardo Rigo, mientras que los motivos de las paredes y la Resurrección son obra de Giovanni Battista Blasuttig y su hijo Argo. A los lados del altar mayor hay dos frescos con los Santos Pedro y Pablo, de A. De Fent de 1940.
En el coro de la contrafachada se encuentra el órgano de tubos Gaetano Callido opus 375, construido en 1800 y restaurado en 1977 por Francesco Zanin. Con transmisión mecánica, tiene 16 registros en un solo manual y pedal.

### Campanario y campanas
El campanario, construido en piedra, está separado de la iglesia y domina el Vicolo San Giorgio. En su interior conserva un concierto de 3 campanas afinadas en D 3, no perfectamente afinadas según la escala diatónica mayor. El concierto original (refundido después de la requisa de guerra, en 1919) constaba de 4 campanas, todas refundidas excepto la pequeña; la campana IV (G#) ya no está presente en el campanario y no hay noticias al respecto. La campana mayor (D) fue refundida en 2003 por la fundición Clocchiatti, la segunda (E) fue refundida por la compañía Lucio Broili en 1960 mientras que la pequeña (F#, la única superviviente del concierto original) fue refundida por la fundición Francesco Broili en 1919.

## Nota
1. ↑  «Viaggio in Friuli Venezia Giulia | Udine - Chiesa di San Giorgio». web.archive.org. 28 de octubre de 2018. Archivado desde el original el 28 de octubre de 2018. Consultado el 17 de noviembre de 2022.
2. ↑  «Udine, Italia (Udine) - Chiesa di San Giorgio». orgbase.nl (en de, en, fr, nl).
3. ↑  Campane della parrocchia di S. Giorgio Maggiore, Udine - dopli ed estratto della mezzana (en inglés), consultado el 17 de noviembre de 2022.

- Datos: Q57831362
- Multimedia: San Giorgio Maggiore (Udine) / Q57831362